# Xã Bennett-Lemmons, Quận Clay, Arkansas
Xã Bennett-Lemmons (tiếng Anh: Bennett-Lemmons Township) là một xã thuộc quận Clay, tiểu bang Arkansas, Hoa Kỳ. Năm 2010, dân số của xã này là 643 người.